# Creoleon ultimus
Creoleon ultimus is een insect uit de familie van de mierenleeuwen (Myrmeleontidae), die tot de orde netvleugeligen (Neuroptera) behoort. 
Creoleon ultimus is voor het eerst wetenschappelijk beschreven door Hölzel in 1983.